# Camptomyces brunneomarginatus
Camptomyces brunneomarginatus är en svampart som beskrevs av Thaxt. 1926. Camptomyces brunneomarginatus ingår i släktet Camptomyces och familjen Laboulbeniaceae.   Inga underarter finns listade i Catalogue of Life.